# جو وايت (لاعب كرة قاعدة)
جو وايت (بالإنجليزية: Joe Wyatt)‏ هو لاعب كرة قاعدة أمريكي، ولد في 6 أبريل 1900 في بطرسبورغ في الولايات المتحدة، وتوفي في 5 ديسمبر 1970 في أوبلونغ في الولايات المتحدة.

## وصلات خارجية
- جو وايت على موقعبيزبول رفرنس.كوم (الدوري الرئيسي) (الإنجليزية)